# Moncrivello
Moncrivello (Moncravel [mʊŋkraˈvel] in piemontese) è un comune italiano di 1 363 abitanti della provincia di Vercelli in Piemonte, l'unico di tale provincia ad essere situato nel Canavese.

## Origini del nome
L'interpretazione del toponimo Moncrivello deve far riferimento ai primi documenti pervenutici (XII secolo) che menzionano il borgo. Esiste un diploma imperiale emanato Federico I il Barbarossa a favore della chiesa di Vercelli in cui si legge il nome di Montecrivellum; ma Gian Andrea Irico, storico trinese del XVIII secolo, lo interpreta come Moncravellum o Monscaprarum ("monte delle capre"), denominazione con cui il paese compare in un successivo diploma del 1191 emanato dall'imperatore Enrico VI.

## Storia

### Il borgo ed il suo castello
Nel XIII secolo Moncrivello già disponeva di una rocca fortificata e, pur essendo stato venduto al comune di Vercelli, rimaneva sotto le giurisdizione della diocesi vercellese. Nel 1394 il Vescovo di Vercelli, Lodovico Fieschi, dell'omonima famiglia genovese, ottenne che Moncrivello, assieme a Masserano e Crevacuore, venisse infeudata a suo fratello Antonio da papa Bonifacio IX. L'egemonia di Antonio Fieschi fu infelice, al punto da provocare l'insorgenza della gente del borgo, che nel 1399 si sottrasse al suo dominio facendo atto di dedizione ai Savoia, nella persona di Amedeo VIII.
In quel periodo la roccaforte manteneva essenzialmente un ruolo militare. Di tale epoca si è conservato il grande torrione quadrangolare, con finestre ornate in cotto e caditoie, che, attraversato da un passo carraio, immette nel cortile del castello
Fu l'energica Iolanda di Francia, detta anche Jolanda di Savoia (1436 – 1478), moglie di Amedeo IX di Savoia e figlia di Carlo VII di Francia, a trasformare la roccaforte in una vera e propria residenza signorile. Il castello di Moncrivello divenne la residenza preferita di Jolanda; qui la duchessa si spense nel 1478. Derivano da tale trasformazione i muri di cinta ornati da merli a coda di rondine, e, all'interno, lo scalone elicoidale, i soffitti a cassettoni, i camini in cotto.
La storia del Castello è particolarmente legata ad alcune nobildonne divenute spose dei duchi di Savoia. La ristrutturazione del castello voluta da Jolanda era appena terminata quando vi furono celebrate le nozze tra Carlo I di Savoia e Bianca di Monferrato (1472–1519) che, rimasta vedova nel 1490 a soli diciotto anni, fu poi reggente dello Stato Sabaudo.
Carlo III di Savoia detto il Buono (1504-1553) fece dono del maniero alla sua sposa, Beatrice del Portogallo. Con lei terminò il periodo di massimo splendore del castello: le lotte tra Francia e Spagna causarono il suo passaggio nelle mani di uomini d'arme; fu poi a lungo conteso nel corso del XVII secolo tra varie famiglie nobiliari piemontesi.
Passato definitivamente nel 1692 ai Del Carretto, vi rimase sino al 1817 (o al 1825) quando il castello subì un incendio devastante. Cominciò allora un lungo periodo di degrado, terminato nel 1972 quando esso venne ricostruito ad opera di privati.
Il castello è oggi visitabile ed è utilizzato per iniziative culturali e di promozione turistica.

### Simboli
Lo stemma e il gonfalone del comune di Moncrivello sono stati concessi con decreto del presidente della Repubblica del 29 febbraio 1992. 
È uno scudo partito raffigurante nella prima metà una capra saliente appoggiata ad un albero di gelso, sulla campagna erbosa su sfondo azzurro; nella seconda metà, d'oro a tre bande di rosso caricate di sette gigli d'argento (2, 3, 2) posti nel verso della pezza.
La capra si riferisce all'antico nome del paese Moncravellum (o Monscaprarum, Moncaprellus, Montiscravellum) che significa "Monte delle capre".
Il gonfalone è un drappo partito di giallo e di azzurro.

## Monumenti e luoghi d'interesse
Oltre al castello fatto erigere da Jolanda di Savoia, Moncrivello vanta, tra le proprie memorie storico-culturali, un numero molto significativo di edifici religiosi.

### Architetture religiose

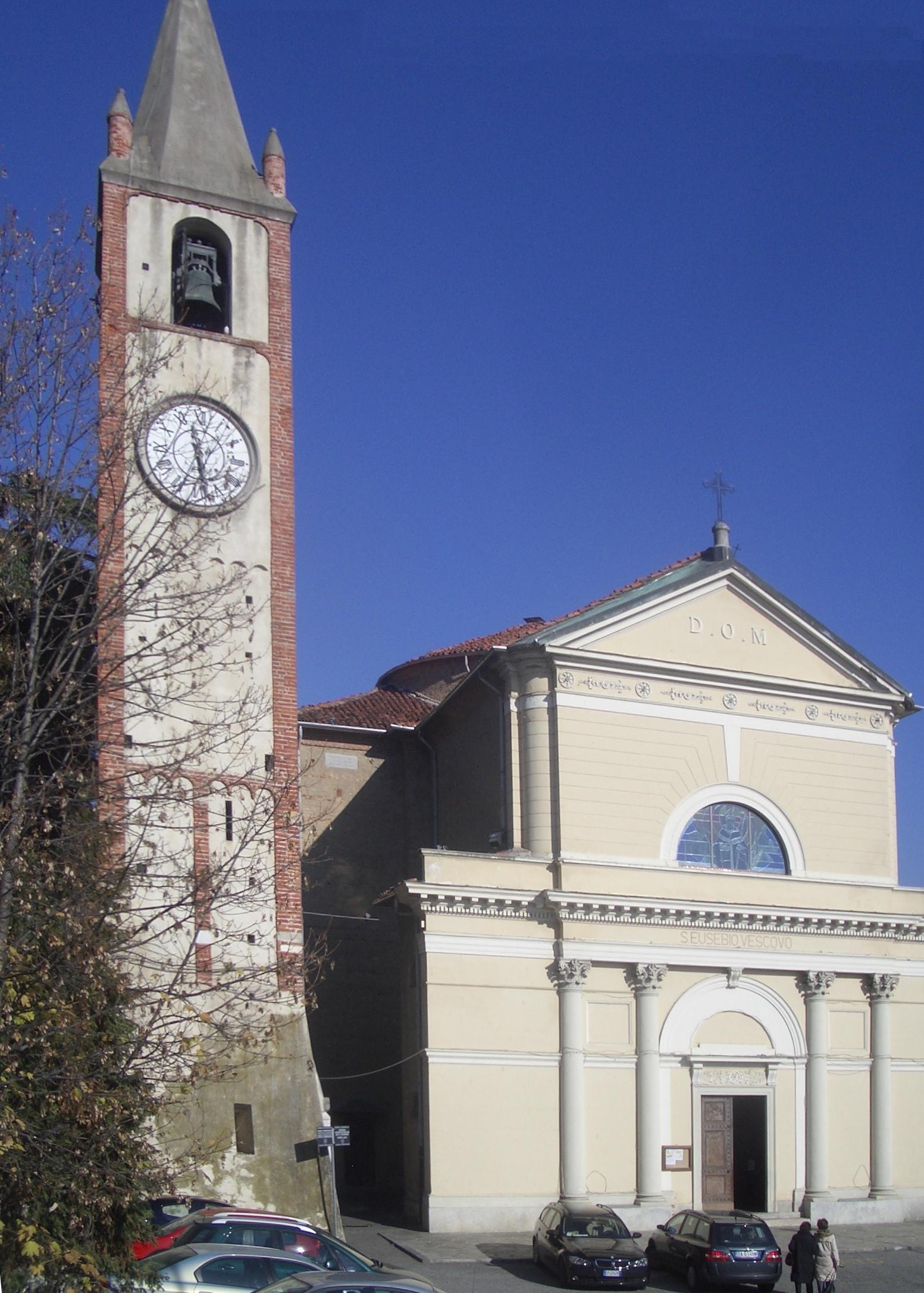
La parrocchiale di Sant'Eusebio

- La parrocchiale di Sant'Eusebio: come appare oggi, venne edificata nel 1856 in stile neoclassico al posto di un'antica chiesa preesistente: solo il campanile, pur ampiamente ristrutturato, ha mantenuto in parte il suo aspetto romanico. La pianta della chiesa è a croce greca, con cupola centrale. Al suo interno troviamo opere pittoriche del XVI secolo, testimonianze importanti della cosiddetta Scuola Vercellese. Sopra l'altare maggiore è posta una tavola raffigurante La adorazione del Bambino, già attribuita a Gaudenzio Ferrari ed ora restituita al suo allievo Bernardino Lanino. Nell'ala destra della chiesa è posta una bella pala d'altare raffigurante la Deposizione, firmata da Giuseppe Giovenone il Giovane (1570). Nell'ala opposta, accanto al fonte battesimale, troviamo un trittico la cui la tavola centrale raffigura La Risurrezione di Cristo: anch'esso realizzato nella bottega dei Giovenone. Un'ulteriore tavola cinquecentesca, custodita in sacrestia, raffigurante Santa Maria Egiziaca portata in cielo è attribuita a Gaudenzio Ferrari
- La chiesa di San Francesco: situato in Piazza Castello, questo antico luogo di culto, originariamente in stile romanico, fu probabilmente utilizzato come cappella signorile attigua al castello. Subì vistosi rifacimenti a partire dal XVI secolo

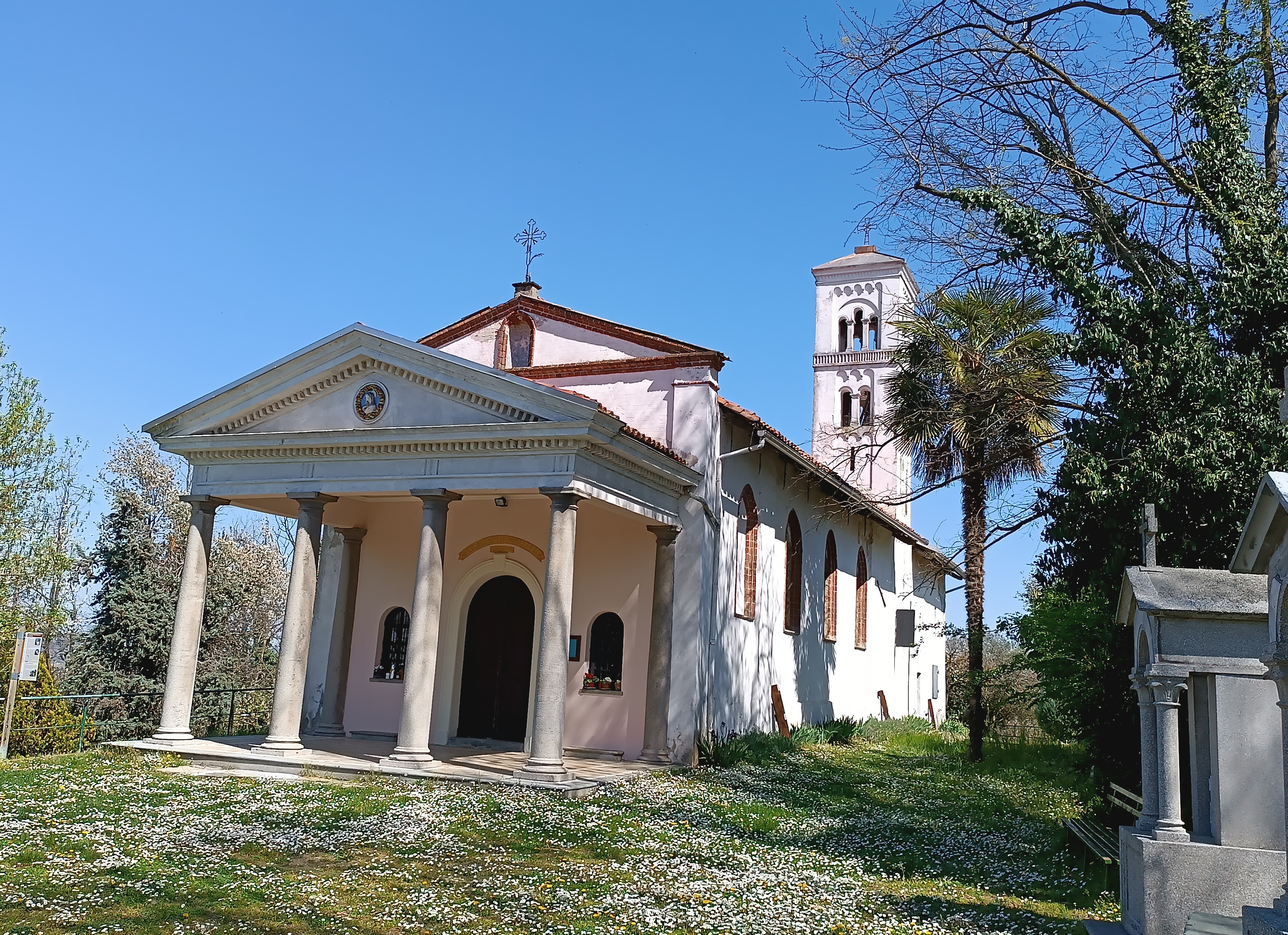
Santuario Madonna di Miralta

- Le chiese di San Cristoforo, San Sebastiano, Sant'Antonio e San Rocco: poste su ogni lato ai margini del paese, quasi come baluardi contro la peste e le altre calamità, le quattro chiese offrivano fin dal medioevo accoglienza ai pellegrini ed ai viandanti che giungevano in paese
- Santuario della Beata Vergine del Trompone, al confine del comune di Villareggia
- Santuario della Madonna di Miralta, risalente al XI secolo, ma rifatto completamente nel 1904, sull'alto di una collina dominante il corso della Dora Baltea

## Società

### Evoluzione demografica
Abitanti censiti

## Amministrazione

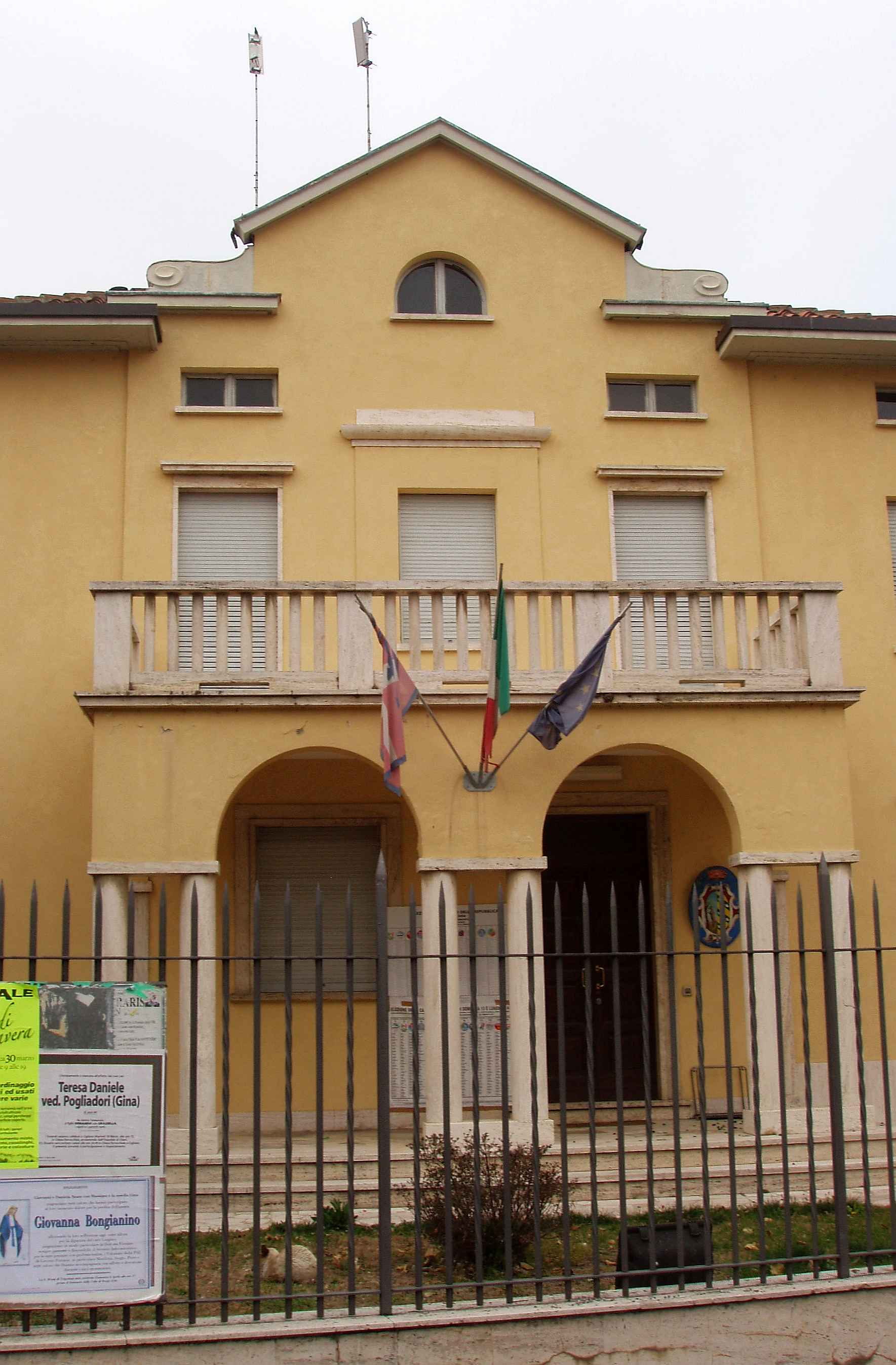
Il municipio

| Periodo | Periodo   | Primo cittadino  | Partito                          | Carica  | Note       |
| ------- | --------- | ---------------- | -------------------------------- | ------- | ---------- |
| 2004    | 2009      | Giovanni Carlino | lista civica                     | Sindaco |            |
| 2009    | 2014      | Giovanni Carlino | lista civica                     | Sindaco | II mandato |
| 2014    | 2019      | Massimo Pissinis | lista civica Noi per Moncrivello | Sindaco |            |
| 2019    | 2024      | Massimo Pissinis | lista civica Noi per Moncrivello | Sindaco | II mandato |
| 2024    | in carica | Luca Lisco       | lista civica Moncrivello 2024    | Sindaco |            |

## Immagini del castello

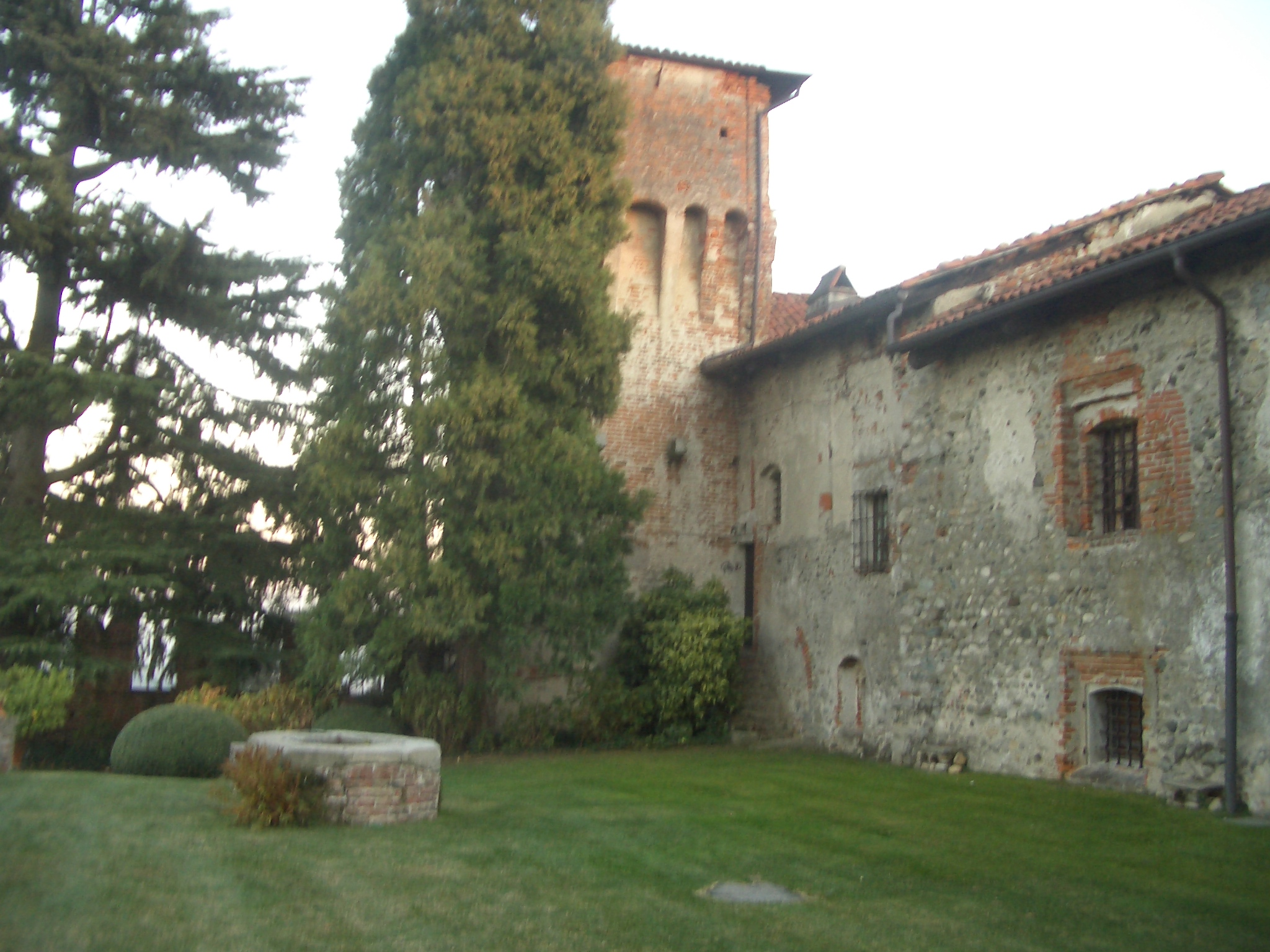
Il torrione della vecchia roccaforte
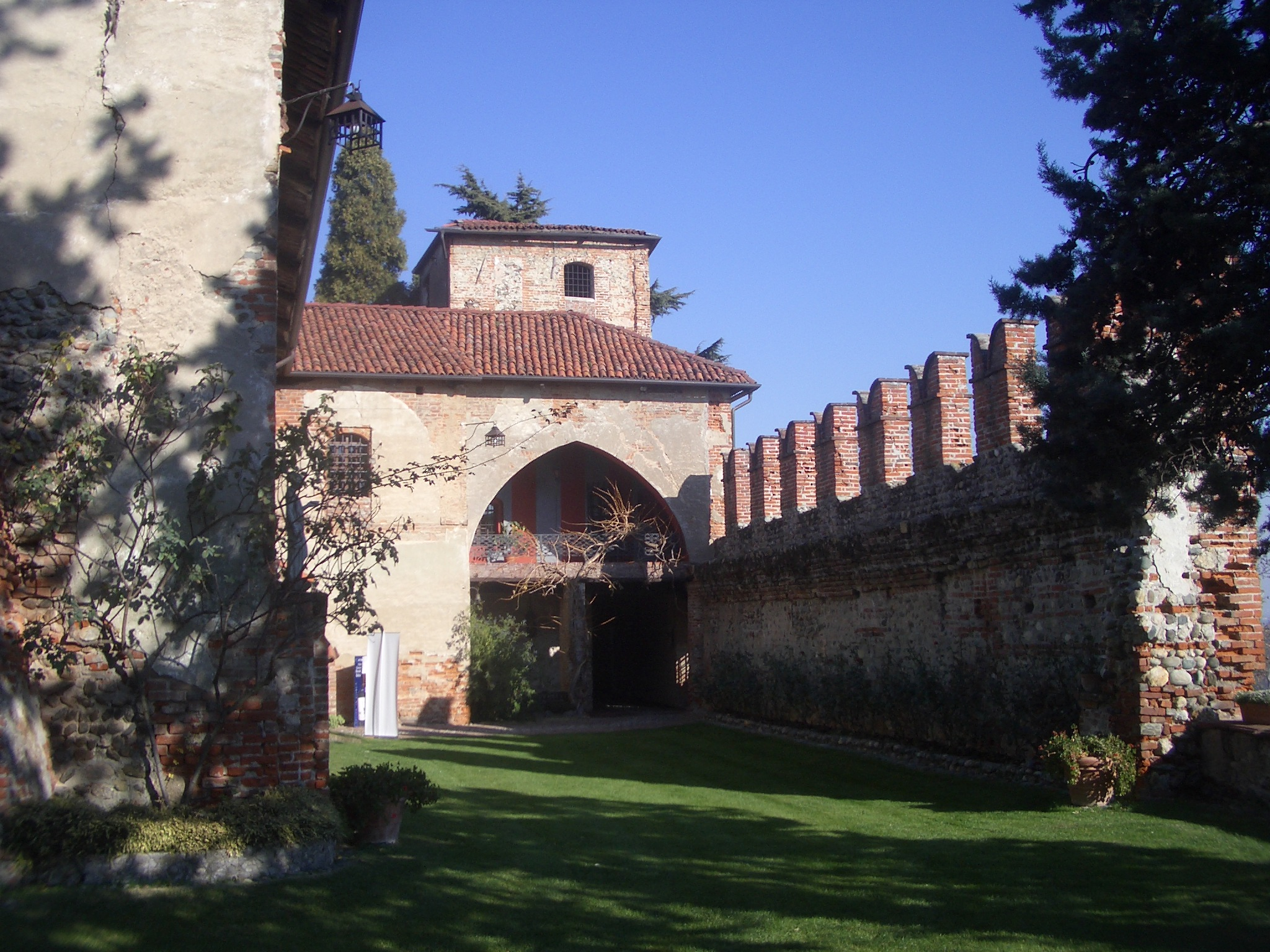
Il cortile e le mura merlate
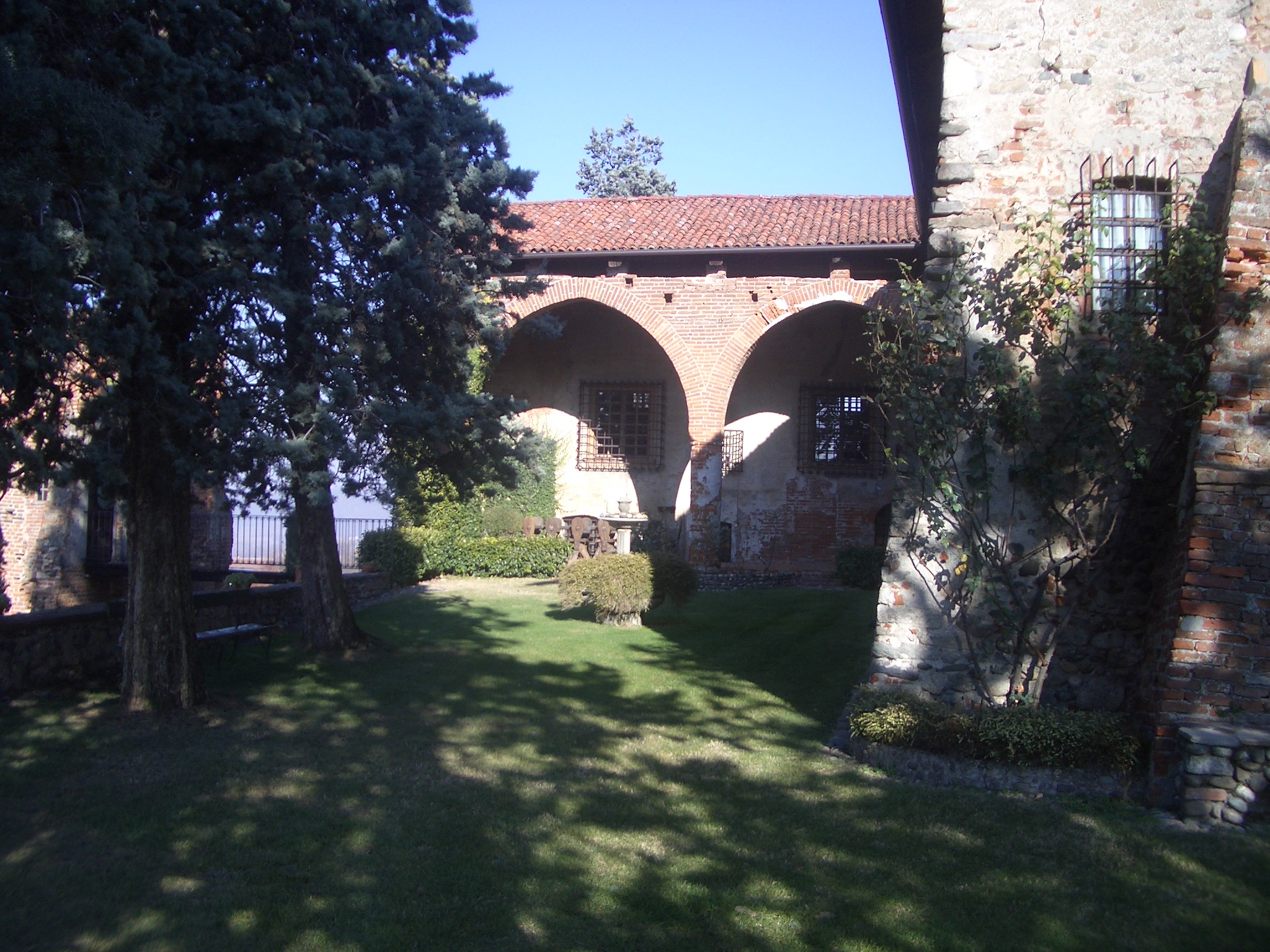
Altra veduta del castello